# Liste der Bürgermeister der Stadt Lima

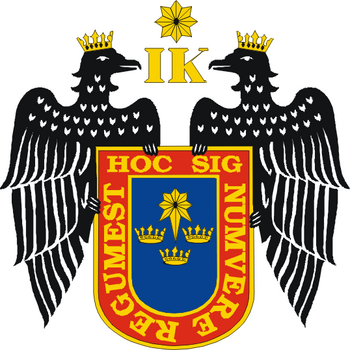
Siegel

Die Liste der Bürgermeister der Stadt Lima bietet einen Überblick über alle Bürgermeister der peruanischen Hauptstadt Lima seit 1901.
| Name                          | Amtszeit       |
| ----------------------------- | -------------- |
| Federico Elguera              | 1901–1908      |
| Guillermo Billinghurst Angulo | 1909–1910      |
| Nicanor Carmona               | 1910–1913      |
| Elías Malpartida              | 1914–1915      |
| Nicanor Carmona               | 1915–1916      |
| Luis Miró Quesada             | 1916–1918      |
| Manuel Yrigoyen Diez Canseco  | 1919–1920      |
| Ricardo Espinoza              | 1920–1920      |
| Pedro Mujica Carassa          | 1920–1921      |
| Pedro José Rada y Gamio       | 1922–1925      |
| Andrés F. Dasso               | 1926–1929      |
| Luis Albizuri                 | 1930–1930      |
| Luis A. Eguiguren             | 1930–1931      |
| José Manuel García Bedoya     | 1932–1933      |
| Luis Gallo Porras             | 1934–1937      |
| Eduardo Dibós Dammert         | 1938–1940      |
| Luis Gallo Porras             | 1941–1945      |
| Augusto Benavides Canseco     | 1946–1947      |
| Luis Gallo Porras             | 1948–1949      |
| Pedro Pablo Martínez          | 1949–1950      |
| Eduardo Dibós Dammert         | 1950–1952      |
| Luis T. Larco                 | 1953–1955      |
| Héctor García Ribeyro         | 1956–1962      |
| Anita Fernandini de Naranjo   | 1963–1964      |
| Luis Bedoya Reyes             | 1964–1969      |
| Eduardo Dibós Chappuis        | 1970–1973      |
| Lizardo Alzamora Porras       | 1973–1975      |
| Arturo Cavero Calisto         | 1975–1977      |
| Enrique Falconí Mejía         | 1977–1978      |
| Roberto Carrión Pollit        | 1978–1979      |
| Piero Pierantoni Cámpora      | 1980–1981      |
| Eduardo Orrego Villacorta     | 1981–1983      |
| Alfonso Barrantes Lingán      | 1984–1986      |
| Jorge del Castillo Gálvez     | 1987–1989      |
| Ricardo Belmont Cassinelli    | 1990–1995      |
| Alberto Andrade Carmona       | 1996–2002      |
| Luis Castañeda Lossio         | 2003–2010      |
| Marco Parra Sánchez           | 2010           |
| Susana Villarán de la Puente  | 2011–2014      |
| Luis Castañeda Lossio         | 2015–2018      |
| Jorge Muñoz Wells             | 2019–2022      |
| Miguel Romero Sotelo          | 2022 (interim) |
| Rafael López Aliaga           | 2023–          |